# Meixedo (Montalegre)
Meixedo ist ein Ort und eine ehemalige Gemeinde (Freguesia) im portugiesischen Kreis Montalegre. Die Gemeinde hatte 209 Einwohner (Stand 30. Juni 2011).
Am 29. September 2013 wurden die Gemeinden Meixedo und Padornelos zur neuen Gemeinde União das Freguesias de Meixedo e Padornelos zusammengeschlossen. Meixedo ist Sitz dieser neu gebildeten Gemeinde.